# Delikatesy Centrum

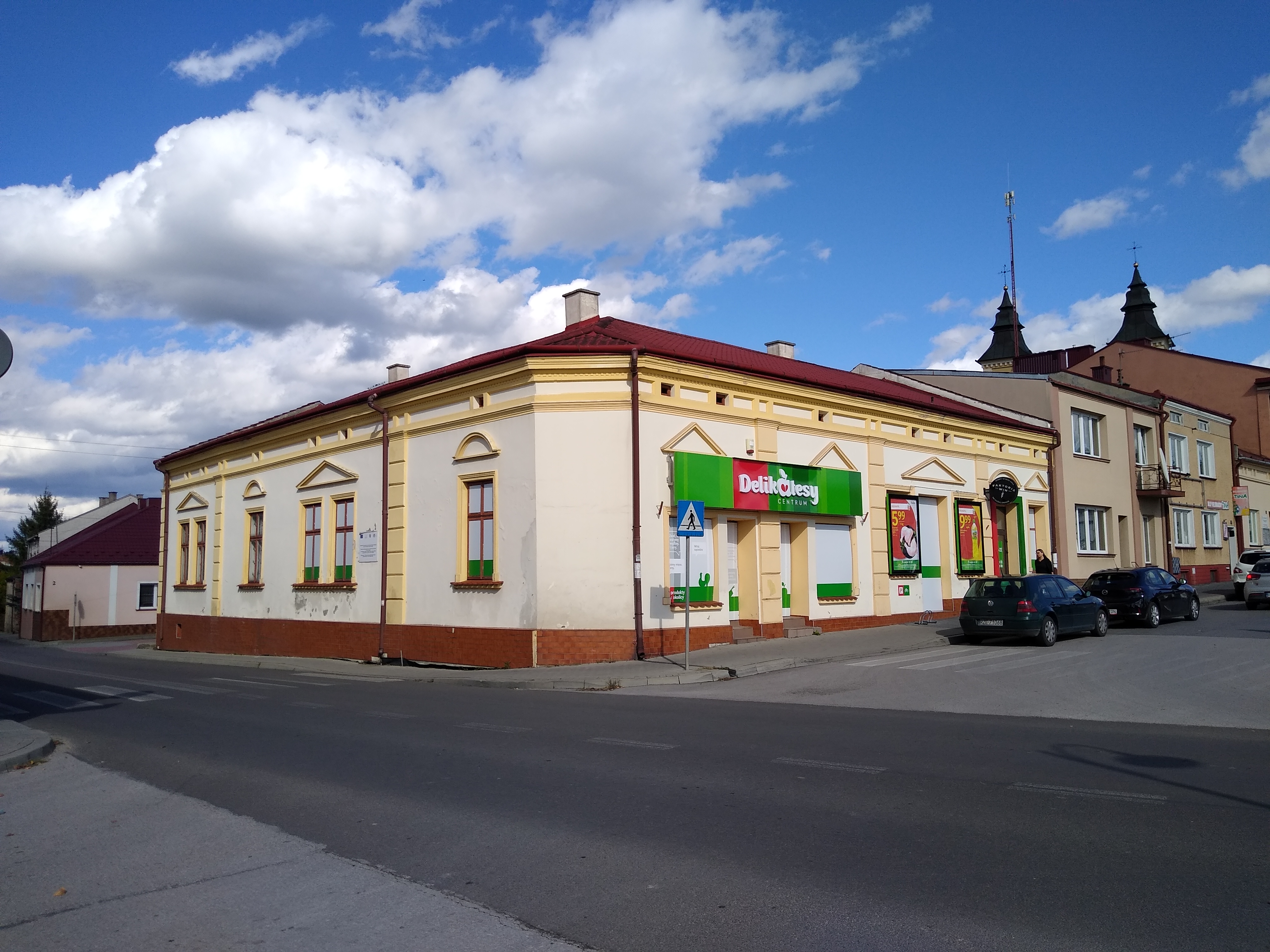
Delikatesy Centrum w Głogowie Małopolskim z widocznym logotypem obowiązującym od 2020 roku

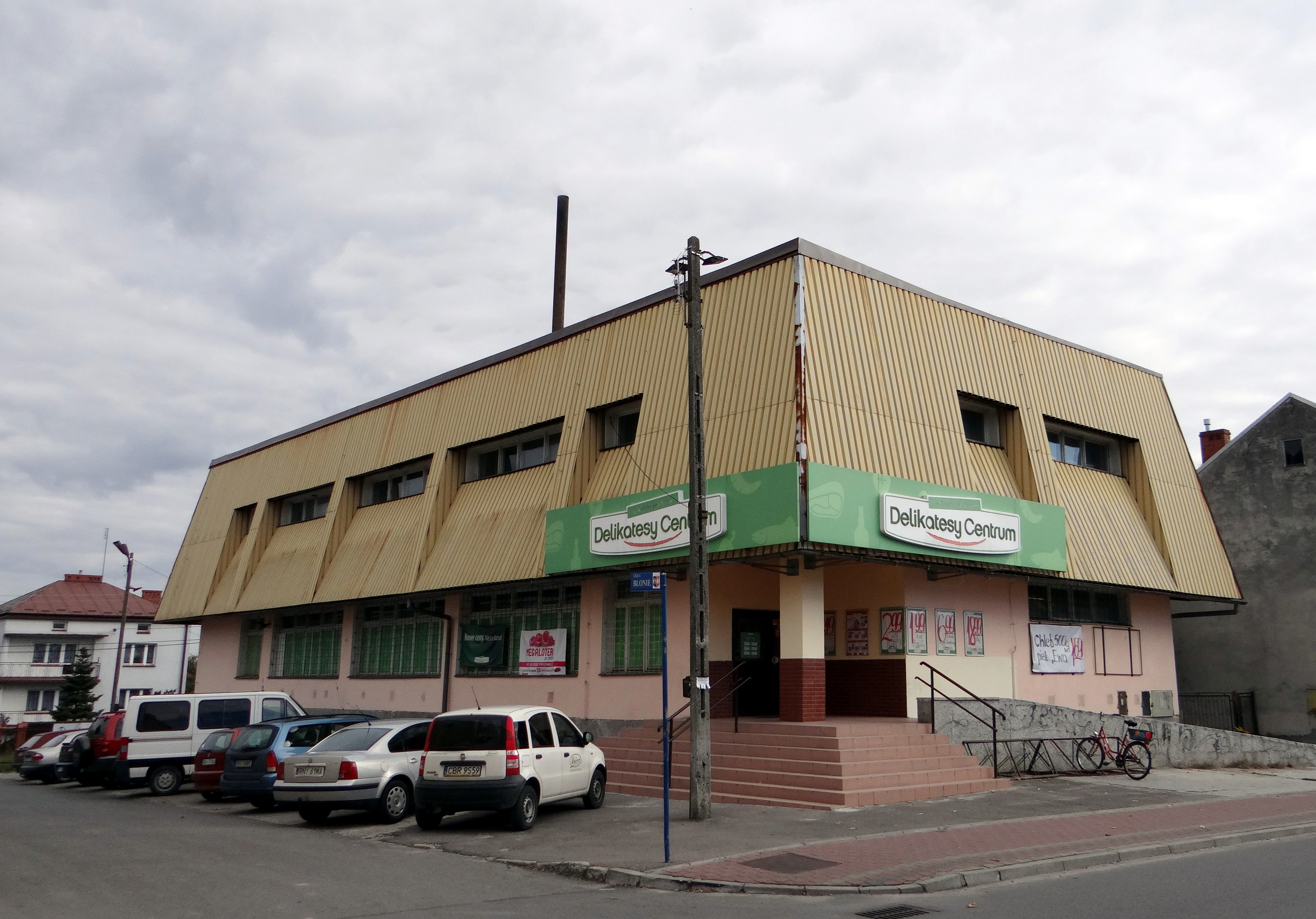
Delikatesy Centrum w Rudniku nad Sanem

Delikatesy Centrum – polska sieć marketów spożywczo-przemysłowych. Sieć posiada ponad 1000 sklepów w całej Polsce.

## Historia
Pierwsze sklepy otworzono w 1999 roku. W 2006 roku sieć dołączyła do grupy Eurocash.
W 2017 roku po przejęciu przez Eurocash sieci sklepów Eko sklepy tej sieci zostały przemianowane na Delikatesy Centrum.
W lipcu 2020 sieć zmieniła logo i przejęła wszystkie sklepy sieci Mila.